# Нечиста сила (фільм)
«Нечиста сила» — радянський художній фільм 1989 року, знятий режисером Ернестом Ясаном на кіностудії «Ленфільм».

## Сюжет
Іван Денисов, молодший співробітник НДІ лісу, прямує на колективну заготівлю грибів. У лісі він зустрічає дивну стару, отримує від неї в подарунок срібний ріжок і чарівну палицю, а згодом потрапляє до в'язниці як фальшивомонетник. На цьому зв'язки Денисова з таємничою старенькою не обриваються.

## У ролях
- Павло Андрєєв — Іван Денисов
- Римма Маркова — Стара / Мати
- Роман Карцев — Щербатий
- Віктор Григорюк — Черевик
- Ольга Кабо — Олена Шевельова
- Володимир Шевельков — Боря Галкін
- Анатолій Сливников — Корито
- Ірина Бразговка — Маша Нікітіна
- Петро Юрченков — Петро, брат Івана Денисова, директор цвинтаря
- Микола Устинов — Василь, брат Івана Денисова
- Андрій Дударенко — батько
- Юрій Башков — підполковник
- Михайло Хижняков — начальник відділу
- Дмитро Бабкін — Кирило, лейтенант міліції
- Георгій Тейх — Семен Карпович, фальшивомонетник, авторитет на зоні
- Аркадій Коваль — «Катя», ув'язнений
- Валерій Кравченко — «Врубель», пахан на зоні
- Петро Журавльов — «Туполєв», ув'язнений
- Володимир Юматов — слідчий
- Володимир Граніцин — міліціонер
- Світлана Кірєєва — епізод
- Микита Макар'єв — епізод
- Віктор Мережко — покупець у машині
- Василь Рева — епізод
- Галина Сабурова — Людмила Григорівна, старший науковий співробітник
- Віктор Сорокін — епізод
- Юрій Зайцев — епізод
- Семен Фурман — ув'язнений

## Знімальна група
- Режисер — Ернест Ясан
- Сценарист — Ернест Ясан
- Оператор — Іван Багаєв
- Композитор — Едуард Артем'єв
- Художник — Станіслав Романовський